# クッキーシーン
クッキーシーン (COOKIE SCENE) は、1997年3月から2009年12月まで隔月刊ないし月刊で刊行されていた音楽雑誌、および、その後継となるウェブマガジンの名称。

## 概要
輸入盤店勤務を経て音楽誌への寄稿、CDのライナー執筆を手がけ、更にフリーランスA&Rとしても活動していた伊藤英嗣が1997年3月に自費出版で創刊した。当初隔月刊で、2008年から月刊化されたが2009年12月の78号をもって雑誌としての発行を休止している。なお2010年、2011年にムックとして2冊刊行し1冊目の刊行時にサエキけんぞうらと洋楽を語るイベントを開催している。2013年12月現在はウェブマガジンとして運営されている。
1号から5号までは完全自主制作として不定期刊行され、1999年3月発行の6号からはブルース・インターアクションズ発行となった。その6号から2008年の60号まで隔月刊、同年の61号から78号までは月刊で発行されていた。なお20号から60号まではコンピレーションCDレディオクッキーシーンが付属していた。

## 内容の特徴
「ある種の音楽ファンにとっての広場になってほしい」と編集長伊藤英嗣は語っている。インディーの語源であるインディペンデント精神を大切にし、メジャー、マイナー、ジャンルを問わず個々のライターが本当に面白いと思ったものを掲載し、ロックメディアではなく言葉本来の意味でのポップなものにこだわっていると現在のWEBには明記されている。また創刊直後から積極的にネット展開をしており2003年時点で読者投稿のmp3音源をネットで公開する試みを行っていた。現在もtwitterやUSTREAM等新しいシステムを併用。2013年12月現在はinterviews、reviewsに加え、読者投稿も掲載する雑談コーナーThe Kink Controversyの3本柱で運営されている。同年10月からは公式facebookページもオープン、限定コンテンツを更新している。

## クッキーシーン編集部発行のディスクガイド・ムック
- US Indie Pop Map ブルースインターアクションズ (2000/9)
- OUR CHOICE / ブルース・インターアクションズ (2001/3)
- 北欧POP MAP スウェーデン編 スペースシャワーネットワーク (2007/9)
- 北欧POP MAP アイスランド、ノルウェイ、デンマーク、フィンランド編 スペースシャワーネットワーク (2007/9)
- Cookie Scene Essential Guide POP & ALTERNATIVE 00’s 21世紀ロックへの招待 音楽出版社(2010/12)
- Cookie Scene Essential Guide POP & ALTERNATIVE 2011 21世紀ロックの爆発 音楽出版社 (2011/6)